# Epitalamusz

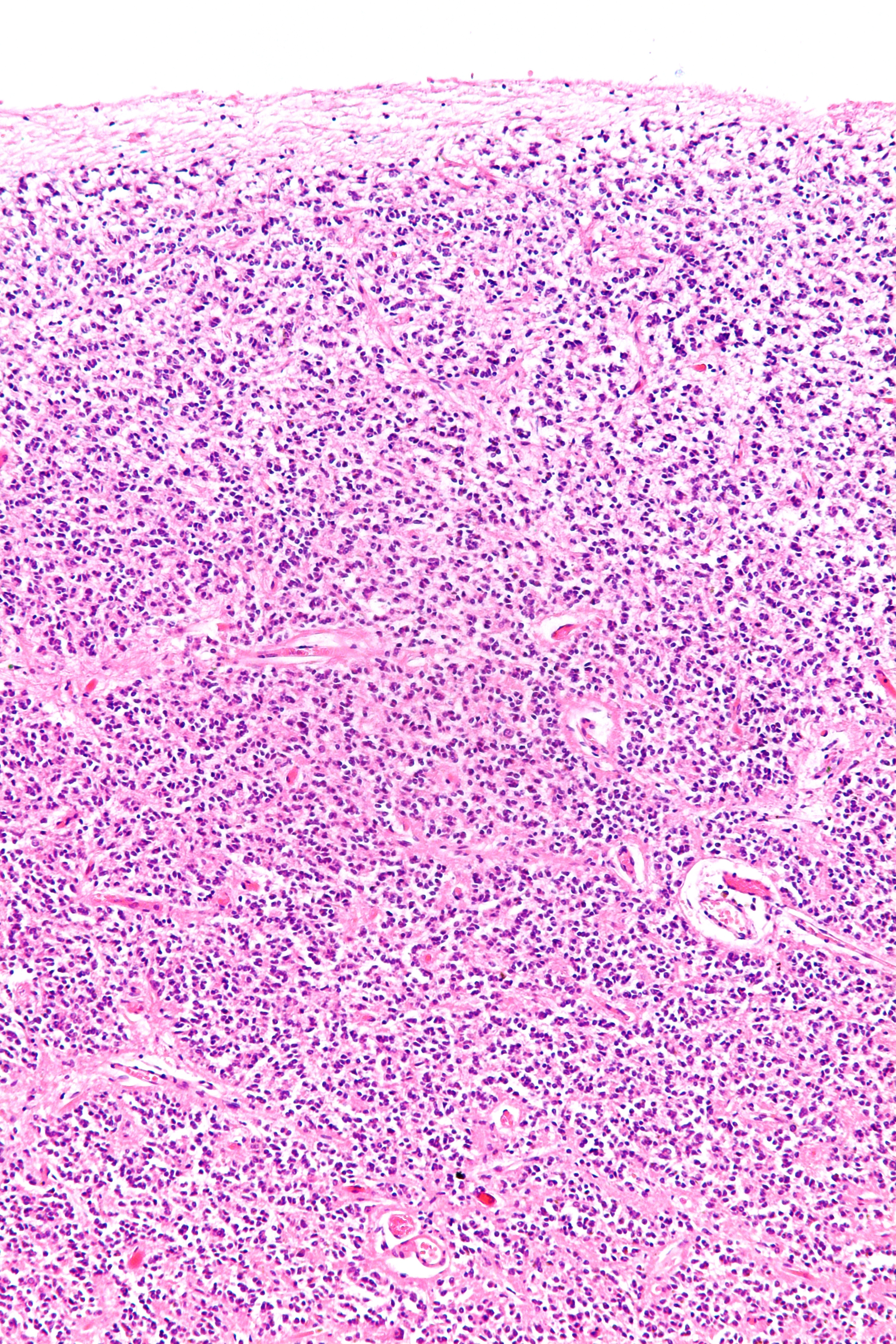
A tobozmirigy metszete - közepes nagyítású fénymikroszkópos felvétel.

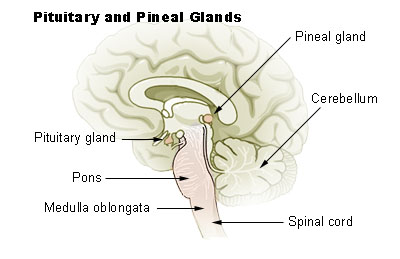
A tobozmirigy helyzete.

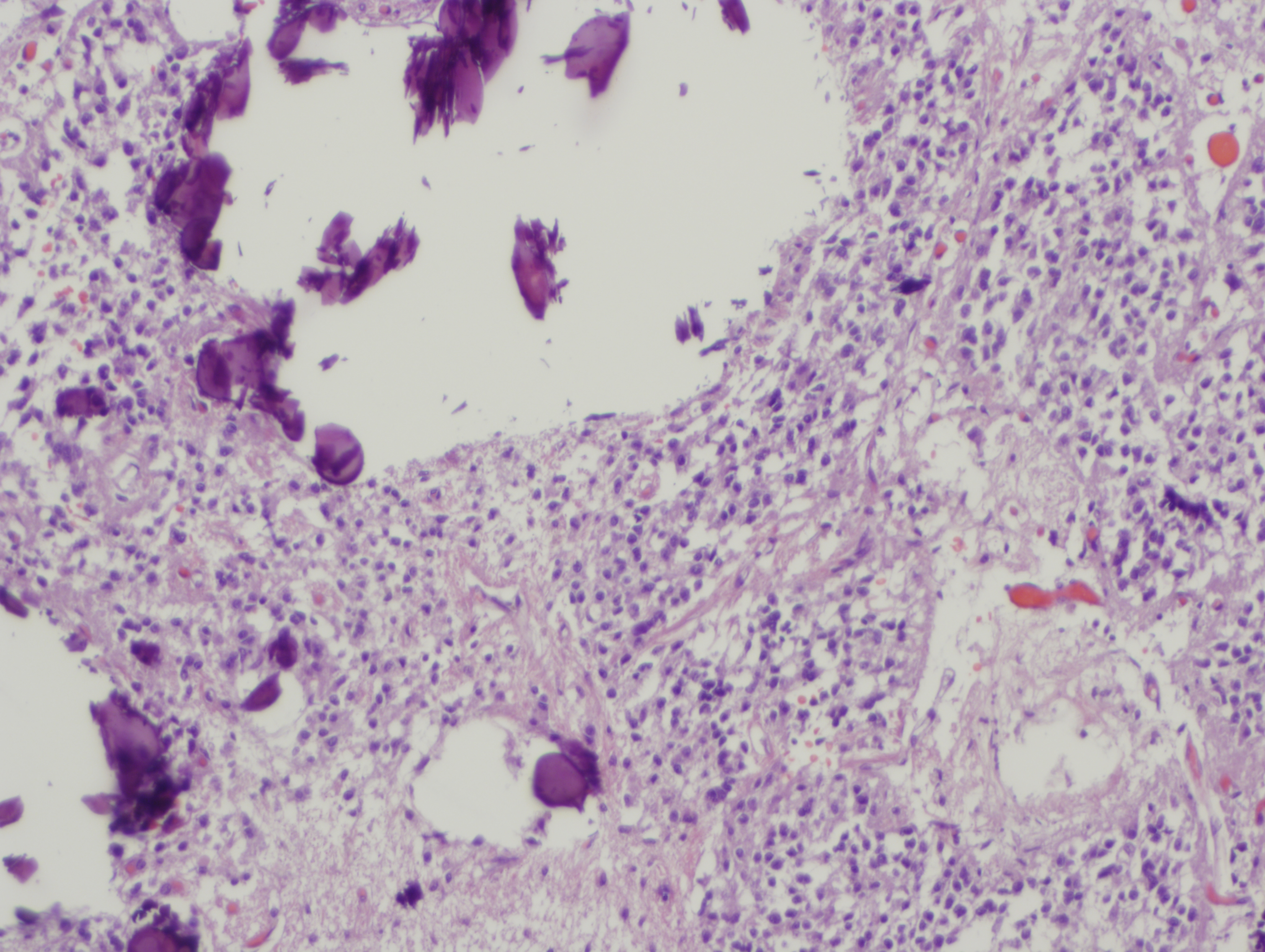
A tobozmirigy állománya "agyhomokkal" (elmeszesedésekkel).

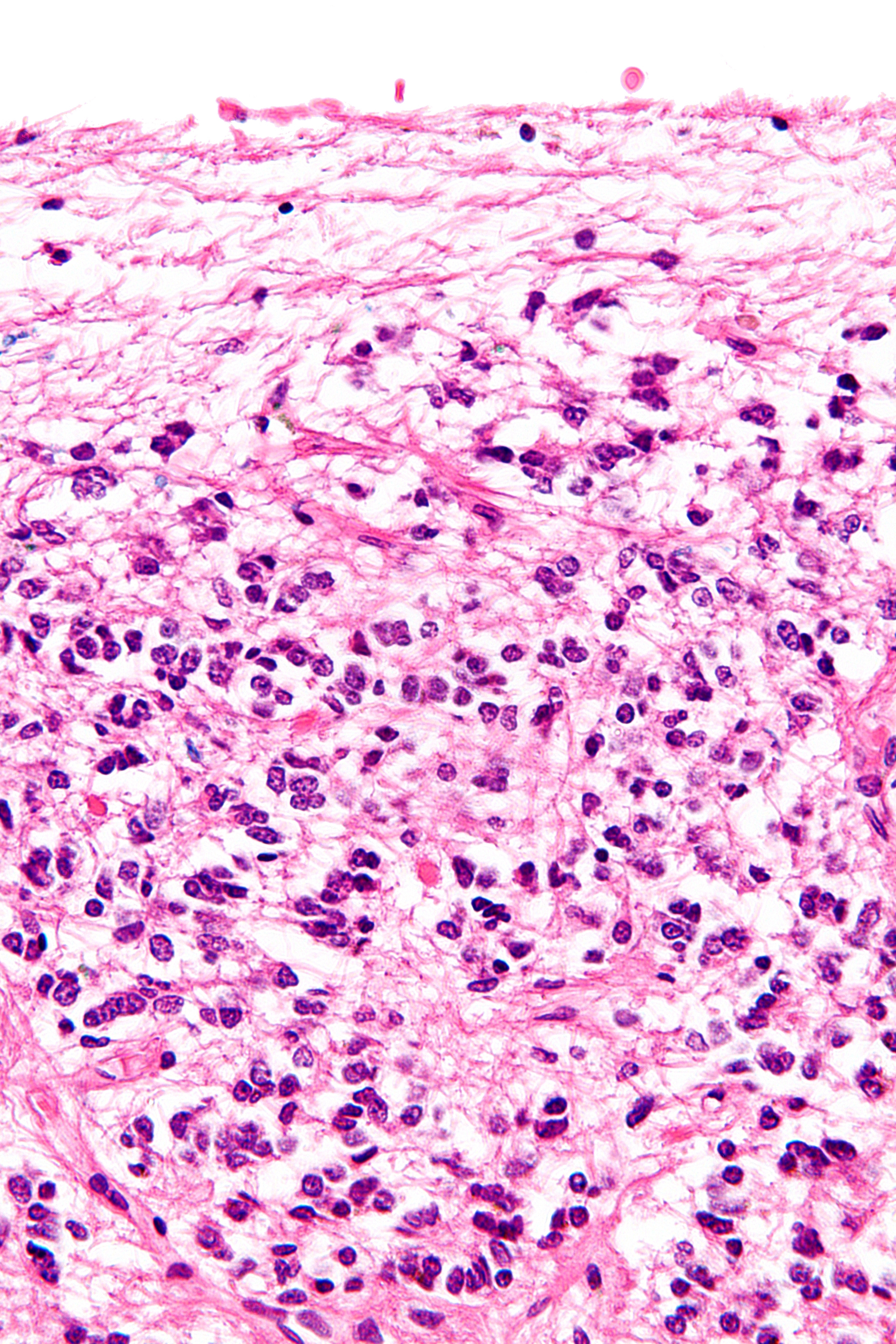
A tobozmirigy metszete - nagy nagyítású fénymikroszkópos felvétel.

Az epitalamusz a tobozmirigy szárában található mag (Nucleus habenularis).

## Elhelyezkedése, feladata
A neuronoknak egy kis csoportja, közvetlenül a talamusz hátsó felszínétől medialisan, mindkét oldalon. A habenularis magvak valószínűleg szaglási, zsigeri és testi afferens pályákat integráló központok. 

## Tobozmirigy
A tobozmirigy (glandula pinealis; corpus pineale) egy kis, kúp alakú képlet, amelyet a tobozmirigy szára (habenula) a köztiagyhoz rögzít. Hátrafelé nyúlik, így a középagy hátsó felszíne mögött fekszik. A tobozmirigy állományát a tokból beterjedő kötőszövetes sövények kisebb lebenykékre osztják fel. A tobozmirigy kétféle sejtet tartalmaz a (pinealocytákat) és (neuroglia) sejteket. Elmeszesedett anyagból álló szemcsék, amit agyhomoknak (acervulus cerebri) neveznek, az életkorral fokozatosan szaporodnak fel a tobozmirigyben. Idegsejteket nem tartalmaz, azonban a felső nyaki szimpatikus idegdúcokból adrenerg szimpatikus rostok lépnek be a mirigybe, és az erekhez és a pinealocytákhoz kapcsolódva futnak.

## Működése
A tobozmirigy aktivitása napi cirkadián ritmust mutat, amelyet a fény befolyásol. A mirigyet a legaktívabbnak sötétben találták. Bár a tobozmirigynek korábban nagyon kis jelentőséget tulajdonítottak, közben tisztázódott, hogy egy olyan fontos belső elválasztású mirigy, amely befolyásolni tudja az agyalapi mirigynek (hypophysis cerebri), a hasnyálmirigy Langerhans szigeteinek, a mellékpajzsmirigyeknek, a mellékveséknek és a nemi mirigyeknek az aktivitását. A tobozmirigy váladékainak hatása főleg gátló jellegű. A (melatonin) (pigmentsejtek összehúzódását kiváltó hormon) és a termeléséhez szükséges enzimek magas koncentrációban vannak jelen a tobozmirigyben. A tobozmirigy valószínűleg fontos szerepet játszik a reprodukciós működések szabályozásában.

## Lásd még
- Emberi idegrendszer
- Belső elválasztású mirigyek
- Hormon
- Köztiagy